# Список керівників держав 933 року
Список керівників держав 933 року — це перелік правителів країн світу 933 року.
Список керівників держав 932 року — 933 рік — Список керівників держав 934 року — Список керівників держав за роками

## Європа
- Англія:
  - Король Англії — Етельстан (924—939)
  - Гвікке — до 994 немає даних.
  - Корнволл — граф Конан ап Алонор (926—937)
  - Королівство Йорвік — Етельстан (927—939)
  - Нортумбрія — елдормен Бамбурга Елдред I (913—927/933)
- Балканський півострів:
  - Перше Болгарське царство — Петро I (927—969)
  - Дукля — Петр (Петрислав I) (900? — 925?/950?)
- Волзька Болгарія — Мікаїл ібн Джафар (912—943)
- Вельс:
  - Брихейніог — Теудр ап Гріфід (900—934)
  - Королівство Гвент — Кадел ап Артфел (930—943)
  - Королівство Гвінед — Ідвал II Лисий (916—942)
  - Дехейбарт — Хівел Добрий (920—950)
  - Морганнуг — Гріфід ап Овейн (930—934)
  - Королівство Повіс — Ллівелін ап Мерфін (900—942)
- Візантійська імперія — Роман I Лакапін (920—944)
  - Неаполітанське герцогство — Іоанн III (928—968)
  - Самос (фема) — до 1002 невідомо
- Ірландія — верховний король Доннхад Донн (919—944)
  - Айлех — Фергал мак Домнайлл (919—938)
  - Айргіалла — Фогартах мак Доннеган (917—947)
  - Дублін (королівство) — Гофрайд ва Імайр (921—934)
  - Коннахт — Тадг МакКатал (925—956)
  - Ленстер — Фаелан III (917—942)
  - Король Міде — Доннхад Донн (919—944)
  - Мунстер — Флайтгбертах мак Інмайнен (908—944)
  - Улад — Еохайд мак Конайлл (932—937)
    - Конайлле Муйрхемне — Кронгілла мак Куйленнайн (923—937)
- Італія:
- Король Італії — Родольфо Бургундський (922—933); Гуго (933—946)
  - Венеційська республіка — дож П'єтро II Кандьяно (932—939)
  - Іврейська марка — Беренгар I (924—950)
  - Князівство Капуанське — Ландульф III (910—943)
  - Князівство Беневентське — Ландульф I (910—943)
  - Герцогство Гаета — Іоанн I (906—933); Доцибіл II (933—954)
  - Салернське князівство — Гваймар II (901—946)
  - Сполетське герцогство — Теобальд I (928—936)
    - Лонгобардія (фема) — Анастасіос (928—936/938)
- Кавказ:
  - Абхазьке царство — Георгій II (923—957)
  - Вірменія — Абас I (929—953)
  - Кахетія — Квіріке II (929—976)
  - Тао-Кларджеті — Давид II (923—937)
- Критський емірат — Ахмад (925—940)
- Німеччина:
  - Герцогство Баварія — маркграф Арнульф I Злий (907—937)
  - Архієпископ Зальцбургу — Адальберт II (923—935)
  - Архієпископ Майнца Гільдеберт (927—937)
  - Герцогство Саксонія — Генріх I Птахолов (912—936)
  - Герцогство Швабія — Герман I (926—949)
- Піренейський півострів:
  - Королівство Леон — Раміро II — король Леону, Астурії та Галісії (932—951)
  - Коїмбрське графство — Гутьєрре Мендеш (924—933); Гонсалу Моніш (933—981)
  - Кордовський халіфат — Абд Ар-Рахман III (912—961)
  - Королівство Наварра — Гарсія I (925—970)
  - Графство Португалія — Мумадона Діаш (924—950)
- Скандинавія:
  - конунґ данів — Сіґтрюґґ Ґнупассон (920? — 934/940)
  - Король Норвегії — Ейрік I Кривава Сокира (930—934)
  - Швеція — Ерік V Рінґссон (910? — 950?)
- Угорське князівство — надьфейеделем Золта (907—947)
- Україна — Київський князь — Ігор Рюрикович (912—944)
- Західне Франкське королівство — Рауль I (923—936)
- Східне Франкське королівство — Генріх I Птахолов (918—936)
  - Графство Арагон — Андрегота Галіндес (922—943)
  - Герцогство Аквітанія — Ебль I (927—935)
  - Арелатське королівство — Рудольф II (933—937)
  - Графство Булонь — граф Адалульф (918—935)
  - Архграф Верхньої Бургундії — Гуго Чорний (923/926-952)
  - Герцогство Васконія — герцог Санш IV (920—950/955)
  - Бретонське королівство — Інкон (930—937)
  - Голландія — Дірк II (928/949—988)
  - Графство Керсі — Ерменгол (906—935)
  - Графство Мен — Гуго I (900—950)
  - Нормандія — Вільгельм I Довгий Меч (927—942)
  - Графство Тулуза — Раймунд III Понс (924—942)
  - Урхельське графство — Суніфред II (897—948)
  - Фландрія — Арнульф I (918—958)
- Хозарський каганат — Аарон II (930—940)
- Хорватія — Трпимир II (928—935)
- Чехія — князь Вацлав I (921—935)
- Шотландія:
  - Король Шотландії -Костянтин II (900—943)
  - Стратклайд — Дональд II макЕд (908—934)
- Святий Престол; Папська держава — папа римський Іван XI (931—935)
- Вселенський патріарх — Феофілакт (933—956)
  - Тбіліський емірат — Мансур I (914—952)

## Азія
- Близький Схід:
  - Фатіміди — Абдаллах аль-Магді (909—934)
  - Багдадський халіфат — Мухаммад аль-Кагір (932—934)
    - Дербентський емірат — Абд аль-Малік I (916—939)
    - Зіядіди — Абул-Джейш Ісхак ібн Ібрагім (904—981)
    - Зіяриди — Мердавідж (928—934)
    - Держава Ширваншахів — Язід I (917—948)
    - Яфуриди — Асад бін Ібрагім (898—944)
- Васпураканське царство — Гагік Арцруні (908—943)
- В'єтнам:
  - під китайською владою
- Індія:
  - Західні Ганги — Нарасімха (921—933); Рачамалла III (933–938)
  - Гуджара-Пратіхари — Магіпала I (913—944)
  - Камарупа — Ратна Пала (920—960)
  - самраат Кашмірської держави (Династія Утпала) — Нірджитаварман (921—933); Чакраварман (933-934)
  - Імперія Пала — Радж'япала (927—959)
  - Держава Пандья — підкорено Чолою до 1190
  - Раджарата — раджа Кассапа V (929—939)
  - Раштракути — Говінда IV (930—936)
  - Династія Тхакурі — Нарендрадева ІI (?—949)
  - Саканбарі — нріпа Вакпаті I (917—944)
  - Східні Чалук'ї — Юддха Малла II (928—935)
  - Чандела — володар Даджхауті Яшоварман I (925—954)
  - магараджа держави Чеді й Дагали Ювараджа I (915—945)
  - Чола — Парантака I (907/910-950)
  - Династія Шахі (Кабулшахи, Індошахи) — Бхімадева (921—964)
- Індонезія:
  - Матарам — Сіндок (929—947)
  - Сунда — Ягірі Прабу Пукуквесі (916—942)
  - Шривіджая — до 960 невідомо
- Китай:
  - Iдикут Кучі — до 940 правителі невідомі
  - Династія Ляо — Єлюй Яогу (927—947)
  - Мінь (держава) — Ван Яньцзюнь (927—935)
  - Династія Пізня Тан — Лі Сиюань (926-933); Лі Цунхоу (933-934)
  - У — Ян Пу (920—937)
  - Уюе — Цянь Юаньгуан (932—941)
  - Південна Хань — Лю Янь (917—942)
  - Царство Цзінань — Ґао Цунхуей (929-948)
  - Чу — Ма Сіфань (932—947)
- Корея:
  - Об'єднана Сілла — ісагим (король) Кьонсун (927—935)
  - Тхебон — Тхеджо (918—943)
  - Хупекче — Кьонхвон (892—935)
  - Дундань — Єлюй Туюй (926—937)
- Паган — король Сале Нгакве (904—934)
- Персія:
  - Баванди — Шахріяр II (930—964)
  - Саффариди — Ахмад ібн Мухаммад (923—963)
- Кхмерська імперія — Джаяварман IV (928—941)
- Японія — Імператор Судзаку (930—946)

## Африка
- Аксумське царство — Дел Нед (917? — 960?)
- Берегвати — Абу'л-Ансар Абдаллах (917—961)
- Некор (емірат) — Абу Аюб Ісмаїл ібн Абд аль-Малік (930—955)
- Ідрісиди — під владою Фатімідів до 937.
- Макурія — Захаріас III (920—943/969)
- Мідрариди — Мухаммад II аль-Мутазз (921—934)
- Фатіміди — Абдаллах аль-Магді (909—934)
- Королівство Шоа — амір Умар (?-?)